# Michael Rosenauer (Architekt)

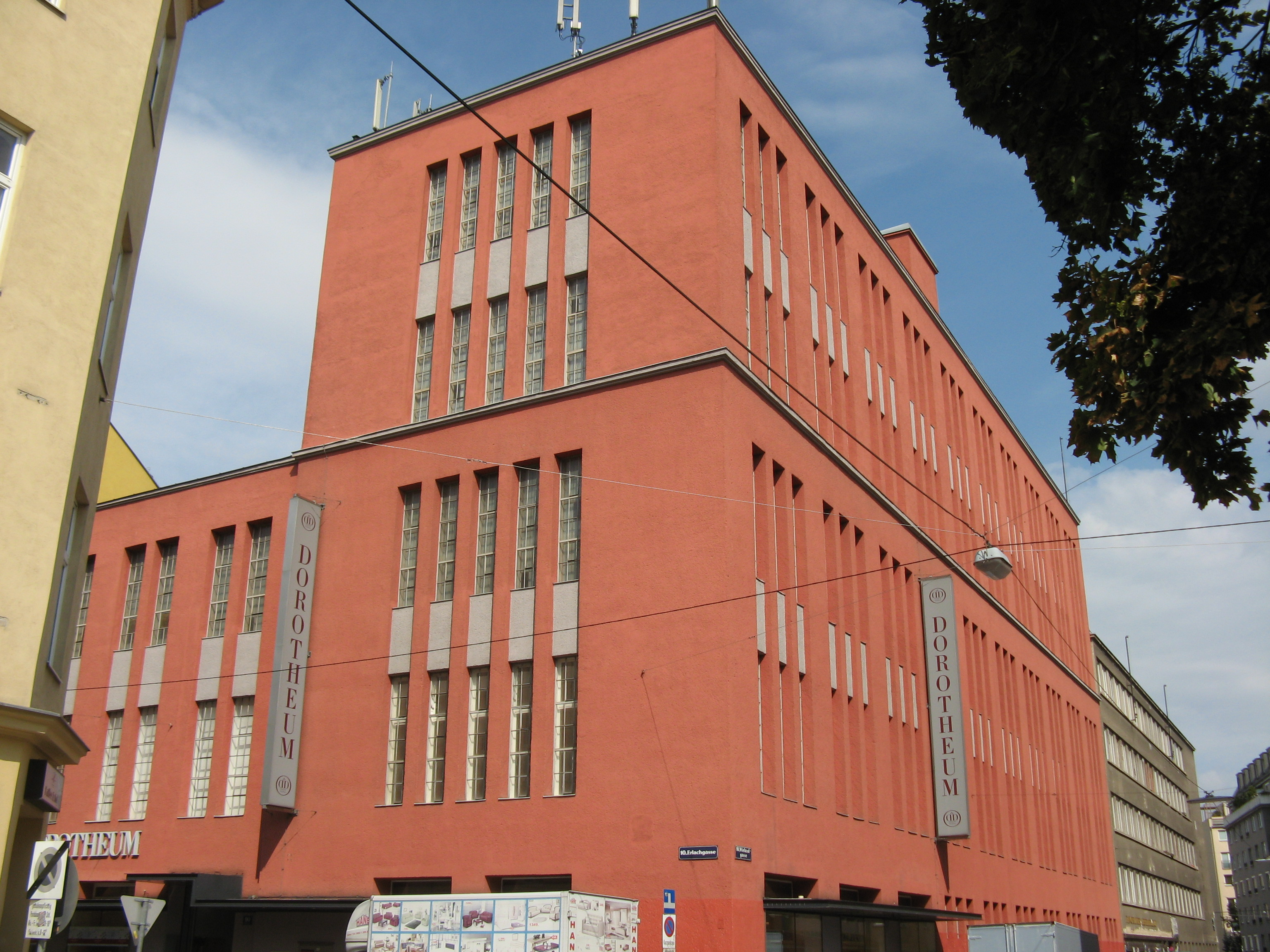
Dorotheum, Erlachgasse 90 in Wien von Michael Rosenauer

Michael Rosenauer (* 21. August 1884 in Wels, Österreich-Ungarn; † 11. April 1971 in London) war ein österreichisch-britischer Architekt.

## Leben
Michael Rosenauer ging in Steyr zur Schule, wo er 1902 die Matura ablegte. Er studierte zunächst in Graz und dann in Wien an der Technischen Hochschule bei Karl König und Max von Ferstel. Als selbstständiger Architekt war Rosenauer ab 1909 in Wien tätig, wo er vor allem in den 1920er Jahren durch bedeutende Bauten, zum Teil für die Gemeinde Wien, hervortrat. 1928 verließ er Österreich und wurde Konsulent beim London County Council, um Pläne für die Revitalisierung der Slums und den sozialen Wohnbau zu erstellen. Von 1929 bis 1931 war er aber auch in Paris tätig. 1934 wurde Rosenauer britischer Staatsbürger. Wegen schlechter Auftragslage zu Beginn des Zweiten Weltkrieges ging er 1939 in die USA, wo er Vorträge über Städtebau und Innenraumgestaltung an den Universitäten von Baltimore und Pennsylvania hielt. 1951 kehrte er nach London zurück und blieb bis zu seinem Tode beruflich aktiv.

## Bedeutung
Rosenauer war ein bedeutender und vielseitiger internationaler Architekt. Er war einerseits traditionell geprägt, andererseits aber stets modernen Strömungen aufgeschlossen. Schon sein erstes Wohnhaus 1909 zeigt bereits Grundzüge der Neuen Sachlichkeit, war das modernste Gebäude seiner Zeit in Linz und ist von überregionaler Bedeutung. Eines seiner bekanntesten Werke ist die Villa für den Komponisten Richard Strauss in Wien (1922/24). Beim sozialen Wohnbau bevorzugte Rosenauer Blockrandverbauungen um Innenhöfe und gegenüber zeitgleichen Bauten seiner Kollegen weniger monumentale Gestaltungsweise. Im Ausland errichtete Rosenauer zahlreiche Hotels und Bürobauten. Hier lehnte er die damals moderne Verwendung von Glasfassaden ab, da er moderne Konstruktionsformen zwar anwandte, sie aber nicht um ihrer selbst willen verwendet wissen wollte und die Architektur in Bezug zu ihrer Umgebung stehen sollte. Im Sinne der Idee eines Gesamtkunstwerkes finden sich auch immer wieder Plastiken in die Gestaltung der Gebäude integriert. Rosenauer arbeitete mit prominenten Künstlern wie Henry Moore oder Marc Chagall zusammen.

## Werke

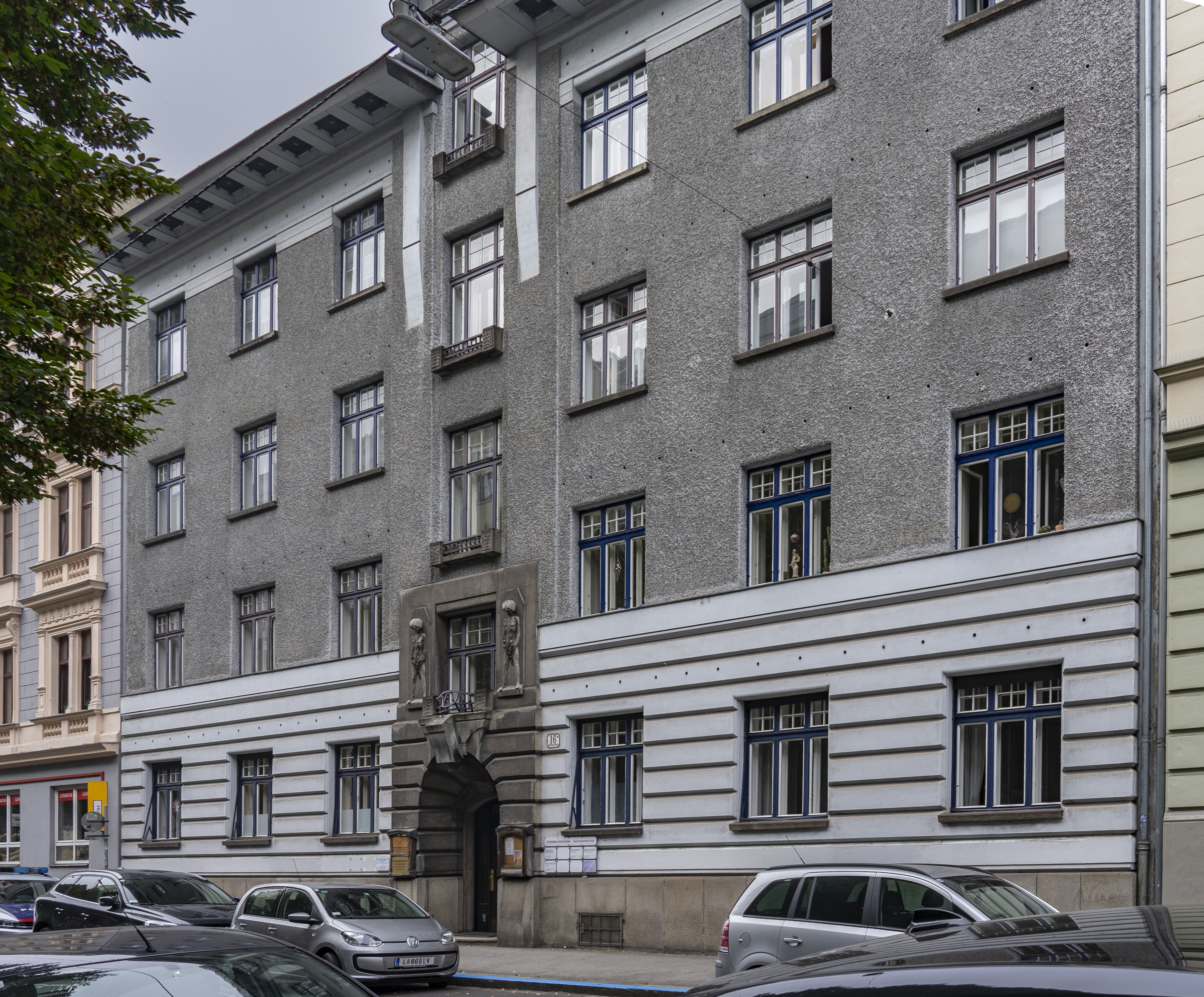
Wohnhaus Südtirolerstraße 16 in Linz

- Wohnhaus der Familie Rosenauer, Südtiroler Straße 16, Linz (1909)
- Artilleriekaserne, Prinz-Eugen-Straße 12, Linz (1911–16)
- Wohnhaus, Rechte Wienzeile 29 und 33, Wien 4 (1911–12)
- Raumgestaltung für Schloss Hrochow-Teinitz, Böhmen (1912)
- Familiengruft Rosenauer, Linz (1912–13)
- Dreamland Film Factory, Hohe Warte 8, Wien 19 (1920–22), großteils abgerissen
- Ariadne Draht- und Kabelwerke, Simmeringer Hauptstraße, Wien 11 (1921–24)
- Villa für Richard Strauss, Jacquingasse 8–10, Wien 3 (1922–24)
- Wohnhaus, Wattmanngasse 44, Wien 13 (1923)
- Tschechische Realschule, Herbststraße 104, Wien 15 (1923–27)
- Wohnhausanlage der Gemeinde Wien, Waidhausenstraße 2–6, Wien 14 (1925–26)
- Dorotheum, Schanzstraße 14, Wien 15 (1926)
- Wohnhausanlage der Gemeinde Wien, Währinger Straße 188–190, Wien 18 (1926–27)
- Wohnhausanlage der Gemeinde Wien, Neusserplatz 1, Wien 15 (1926)
- Dorotheum, Wielandgasse 6, Wien 10 (1927)
- Wohnhausanlage der Gemeinde Wien, Penzinger Straße 150–166, Wien 15 (1927–29)
- Landhaus für Paul de Vallombrosa, St-Cloud, Paris (1929–30)
- Villa für Francois Pietri, St-Cloud, Paris (1931)
- Renovierung des Lyric Theatre, London (1931–33)
- Wohnhausanlage Romney House, Marsham Street, London (1932)
- Troy Court Apartments, Hogh Street, London (1933–34)
- Wohnblock Grosvenor Square, London (1934–35)
- Arlington House, Arlington Street, London (1936)
- Kingston House, Princes Gate, London (1939)
- Time-Life Building, New Bond Street, London (1950–53)
- Westbury Hotel, Conduit Street, London (1952–54)
- Marc Chagall Spiritual Centre, Vence (1955)
- Highland Park Apartments, Prospect Ridge, Nassau, Bahamas (1957)
- Carlton Hotel & Tower, Cadogan Place, London (1958–68)
- Hotel & International Center, Portman Square, London (1959–61)
- Chapell's Music Store, New Bond Street, London (1964–66)
- Hotel Sa Felipe, Puerto de la Cruz, Teneriffa (1966)
- Hotel Reina Isabel, Las Palmas, Gran Canaria (1966)
- Hotel Inn on the Park, Park Lane, London (1969–70)